# 고등학교 선택제
대한민국의 고교선택제는 중학교를 졸업하는 학생들이 고등학교를 선택하여 지원하도록 하여 선발하는 고등학교 입시제도이다.
이 제도의 목적은 교육여건이 좋지 않은 지역에 있는 학생들도 평판이 좋은 학교에 진학할 기회를 주어 기회 불균등 문제를 해소하는 것이다. 2009년에 고교 평준화를 실시하고 있는 서울특별시에서 처음 도입되었다.

## 배정 비율
1단계에서는 2개교를 선택할 수 있으며, 20%를 모든 지역에서 배정하고, 2단계에서도 2개교를 선택할 수 있으며, 40%를 동일 학군내에서 배정한다. 단, 종로구, 중구, 용산구가 속한 중부 학군은 1단계 60%, 2단계 40%의 비율로 배정한다. 한편 3단계에서는 동일 학군 및 인접 학군(중부 제외)에서 40%를 강제배정한다.

## 경쟁률
고등학교 선택제는 경쟁률은 20:1을 웃도는 학교가 있는가 하면, 이에 비해 정원이 미달된 학교도 있다. 대표적인 인기학교는 신도림고등학교(2010년 1위)와 건국대학교 사범대학 부속고등학교(2011~2013년 1위) 등이 있다.

## 논란

### 초기 시행 논란
서울특별시교육청은 입학전형을 10일 앞두고 거주자 우선배정 방식으로 방침을 변경하여 혼란을 야기시켰다.
또한 이러한 변경내용을 언론에 공표하지 않고 가정통신문으로 전달한 것도 부적절했다는 지적이 있었다.
2009년 11월 25일에 전달된 가정통신문에는 '2단계 배정은 교통편의 등을 감안해 배정한다'고만 되어 있고, 교통편의의 구체적인 기준이 나와있지 않았다. 당시 시교육청 관계자는 학부모, 교원 등이 참여하는 관련 위원회를 통해 결정된다고 하였다.

### 고등학교 선택제의 부작용
고등학교 선택제는 도입 취지와 달리, 강남, 목동, 중계동 같은 명문학군으로 쏠림 현상을 유발했다. 또한 고등학교 선택제는 좋은 고등학교를 골라서 가는 정책이다 보니, 고교 서열화를 일으켰으며, 일부 학교에서는 성적이 안 좋은 아이들이 몰리는 '슬럼 현상'이 발생하기도 하였다. 또한, 일선 학교에서는 우수 학생을 유치하기 위해 홍보에 투자하다 보니, 그만큼 홍보비를 많이 소비하는 문제점도 있다.

## 같이 보기
- 고등학교 평준화 정책